# Сияй
«Сияй» (укр. — Сяй) — пісня російського співака та автора пісень Ramil', випущена 10 липня 2020 року як провідний сингл з його однойменного третього студійного альбому. Продюсером треку виступив празький музичний продюсер Zane98.

## Історія
|                                                             | Пісню «Сияй» я писав, коли був у великому стресі. У мене тоді був складний період життя, переломний момент, і в той момент народилася ця пісня. Я вилив у ній усю душу, розповів свою історію. |
| — Ramil’ о песне «Сияй» в интервью женскому журналу Glamour | |

На початку червня 2020 року Ramil' опублікував у своєму акаунті Instagram уривок ще невипущеної пісні «Сияй». Через велику популярність уривка відомі блогери стали знімати з ним відео і запускати челенджі. Ще до офіційного релізу трек був зашазамлений більше 260 000 разів.
Через тиждень після офіційного релізу, сингл отримав платинову сертифікацію. Ще одним тижнем пізніше «Сияй» сертифікується двічі платиновим.
У грудні 2020 року російська соціальна мережа «ВКонтактє» опублікувала музичні підсумки 2020 року. «Сияй» зайняла четвертий рядок у списку 10 головних треків 2020.

## Відеокліп
Реліз офіційного відеокліпу на трек відбувся 30 вересня на YouTube-каналі Ramil'. У кліпі демонструються збори людей, які пережили розлучення. Серед цих людей виявляється Ramil'. Протягом кліпу він розповідає свою історію розлучення, яка пізніше оживає в його уяві. За словами Ramil', головна мета кліпу — візуалізувати проблеми сучасної людини.

## Чарти
| Чарт (2020)                | Найвища позиція |
| -------------------------- | --------------- |
| Вірменія (iTunes)          | 4               |
| Україна (iTunes)           | 22              |
| Казахстан (iTunes)         | 42              |
| Молдова (iTunes)           | 99              |
| Узбекистан (iTunes)        | 140             |
| Узбекистан (Apple Music)   | 5               |
| Молдова (Apple Music)      | 12              |
| Білорусь (Apple Music)     | 14              |
| Латвія (Apple Music)       | 14              |
| Естонія (Apple Music)      | 16              |
| Україна (Apple Music)      | 16              |
| Туркменістан (Apple Music) | 24              |
| Вірменія (Apple Music)     | 26              |
| Азербайджан (Apple Music)  | 27              |
| Киргизстан (Apple Music)   | 27              |
| Казахстан (Apple Music)    | 41              |
| Литва (Apple Music)        | 68              |
| Таджикистан (Apple Music)  | 128             |

| Чарт (2020)                       | Найвища позиція |
| --------------------------------- | --------------- |
| Росія (Яндекс.Музыка)             | 1               |
| Росія (Apple Music)               | 1               |
| Росія (iTunes)                    | 4               |
| Росія (Zvooq.pro)                 | 1               |
| Top Radio & YouTube Hits (Tophit) | 22              |
| Top Radio & YouTube Hits (Tophit) | 3               |
| Top YouTube Hits (Tophit)         | 7               |
| Top YouTube Hits (Tophit)         | 3               |

| Чарт (2020)                       | Найвища позиція |
| --------------------------------- | --------------- |
| Top Radio & YouTube Hits (Tophit) | 48              |
| Top Radio & YouTube Hits (Tophit) | 8               |
| Top YouTube Hits (Tophit)         | 13              |
| Top YouTube Hits (Tophit)         | 6               |